# 매그레 서장 덫을 놓다
매그레 서장 덫을 놓다(프랑스어: Maigret tend un piège, 이탈리아어: Il commissario Maigret)는 프랑스와 이탈리아에서 제작된 장 들라누아 감독의 1957년 영화이다. 장 가뱅 등이 주연으로 출연하였고 장폴 기베르 등이 제작에 참여하였다.

## 출연

### 주연
- 장 가뱅

### 조연
- 아니 지라르도

## 제작진
- 미술: 르네 르누